# Assedio di Ōtsu
L'assedio del castello di Ōtsu (大津城の戦い?, Ōtsu-jō notatakai) avvenne nel 1600 in contemporanea alla battaglia di Sekigahara.
Ai 15 000 uomini sotto il comando di Tachibana Muneshige, Tsukushi Hirokado e Mōri Motoyasu, leali alla fazione occidentali di Ishida Mitsunari, venne ordinato di conquistare il castello di Ōtsu sulle rive del lago Biwa.
L'assedio iniziò il 14 ottobre e gli assedianti, supportati dalle navi di Mashita Nagamori, chiusero i quattro ponti che portavano al castello bloccando ogni via di fuga. Nonostante il continuo bombardamento di cannoni che causarono grandi danni al castello, Kyōgoku Takatsugu, governatore del maniero, riuscì a resistere per diversi giorni e si arrese solo nel giorno in cui si combatté la battaglia di Sekigahara, fuggendo con la sua famiglia sul monte Kōya. Il suo fu un risultato molto importante per gli sviluppi della battaglia principale poiché impedì agli assedianti di raggiungere la piana di Sekigahara. Tokugawa Ieyasu infatti lo ricompensò per le sue gesta.
L'assedio fornì uno spettacolo racappricciante per i cittadini di Kyoto accorsi sul monte Hiei per assistere agli sviluppi della battaglia.